# Die unwahrscheinlichen Ereignisse im Leben von …
Die unwahrscheinlichen Ereignisse im Leben von … (kurz: DUEILV) ist eine Ensemble-Comedy-Show, die in Köln produziert und von 2014 bis 2016 im WDR Fernsehen ausgestrahlt wurde. Wiederholungen wurden auf Einsfestival und EinsPlus gezeigt.

## Konzept
Die Sendung stellt einen prominenten Gast als Host in den Mittelpunkt und stellt dessen vermeintlich unwahrscheinlichste Lebensereignisse mithilfe von Live-Sketchen vor Publikum, in Einspielern und in Musiknummern dar. Dabei spielen insbesondere die Ensemble-Mitglieder eine Rolle, die jeweils in diesen Sequenzen als Schauspieler agieren und meist den Großteil live vor Publikum einspielen. Als Intro wurden teilweise die Gastgeber in Parodien aus Filmszenen gezeigt. Die Sendedauer belief sich anfangs auf 45 Minuten, wird aber mit der am 13. Februar 2016 beginnenden zweiten Staffel auf 30 Minuten reduziert. Produziert wird die Sendung von der bildundtonfabrik, wobei Jan Böhmermann zusammen mit Philipp Käßbohrer als Executive Producer fungiert.

## Ensemblemitglieder
| Darsteller                 | Folgen |
| -------------------------- | ------ |
| Samy Challah               | 1–12   |
| Hendrik von Bültzingslöwen | 1–12   |
| Alexander Wipprecht        | 1–12   |
| Laura Schwickerath         | 1–12   |
| Kathrin Osterode           | 7–12   |
| Florentin Will             | 1–6    |
| Johanna Dost               | 1–6    |
| Ercan Karacayli            | 1–6    |
| Bettina Schwarz            | 1–6    |
| Ryan Wichert               | 1–6    |

## Episodenliste

### 1. Staffel
| Folge | Erstausstrahlung (WDR Fernsehen) | Host              | Sonstiges                                                                             |
| ----- | -------------------------------- | ----------------- | ------------------------------------------------------------------------------------- |
| 01    | 20. Juli 2014                    | Frank Elstner     | Pilot-Sendung, Kurzauftritt von Samuel Koch                                           |
| 02    | 9. November 2014                 | Bettina Böttinger | Kurz-Auftritt von Klaas Heufer-Umlauf                                                 |
| 03    | 16. November 2014                | Hugo Egon Balder  | Balder erschießt in einer I am Legend-Parodie seine enge TV-Kollegin Hella von Sinnen |
| 04    | 23. November 2014                | Sonya Kraus       |                                                                                       |
| 05    | 30. November 2014                | Hannes Jaenicke   |                                                                                       |
| 06    | 7. Dezember 2014                 | Nora Tschirner    |                                                                                       |

### 2. Staffel
| Folge | Erstausstrahlung (WDR Fernsehen) | Host              | Sonstiges                                               |
| ----- | -------------------------------- | ----------------- | ------------------------------------------------------- |
| 07    | 13. Februar 2016                 | Wigald Boning     | Kurzauftritte von Bernhard Hoëcker und Oliver Petszokat |
| 08    | 20. Februar 2016                 | Carolin Kebekus   | Kurzauftritt von Samuel Koch                            |
| 09    | 27. Februar 2016                 | Bernhard Hoëcker  | Kurzauftritt von Hugo Egon Balder                       |
| 10    | 5. März 2016                     | Palina Rojinski   | Kurzauftritte von Joko und Klaas und Olli Schulz        |
| 11    | 12. März 2016                    | Ross Antony       | Kurzauftritt von Rolf Scheider                          |
| 12    | 19. März 2016                    | Katrin Bauerfeind | Kurzauftritt von Hugo Egon Balder                       |

## Einschaltquoten
| Ausgabe gesamt | Ausgabe Staffel | Datum         | Zuschauer | Zuschauer       | Marktanteil | Marktanteil     | Quelle |
| Ausgabe gesamt | Ausgabe Staffel | Datum         | gesamt    | 14 bis 49 Jahre | gesamt      | 14 bis 49 Jahre | Quelle |
| -------------- | --------------- | ------------- | --------- | --------------- | ----------- | --------------- | ------ |
| Staffel 1      |                 |               |           |                 |             |                 |        |
| 01             | 01              | 20. Juli 2014 | 0,38 Mio. | 0,09 Mio.       | 1,7 %       | 1,0 %           | [ 8 ]  |
| 02             | 02              | 9. Nov. 2014  | 0,34 Mio. | 0,13 Mio.       | 1,3 %       | 1,2 %           | [ 9 ]  |
| 03             | 03              | 16. Nov. 2014 | 0,28 Mio. | 0,10 Mio.       | 1,1 %       | 1,0 %           | [ 9 ]  |
| 04             | 04              | 23. Nov. 2014 | 0,19 Mio. |                 | 0,8 %       | 0,6 %           | [ 9 ]  |
| 05             | 05              | 30. Nov. 2014 | 0,14 Mio. |                 | 0,5 %       | 0,4 %           | [ 9 ]  |
| 06             | 06              | 7. Dez. 2014  | 0,22 Mio. |                 | 0,9 %       | 0,8 %           | [ 9 ]  |
| Staffel 2      |                 |               |           |                 |             |                 |        |
| 07             | 01              | 13. Feb. 2016 | 0,30 Mio. | 0,05 Mio.       | 1,4 %       | 0,6 %           | [ 10 ] |
| 08             | 02              | 20. Feb. 2016 | 0,65 Mio. | 0,10 Mio.       | 2,6 %       | 1,1 %           | [ 10 ] |
| 09             | 03              | 27. Feb. 2016 | 0,62 Mio. | 0,15 Mio.       | 2,7 %       | 1,8 %           | [ 10 ] |
| 010            | 04              | 5. März 2016  | 0,21 Mio. | 0,07 Mio.       | 0,8 %       | 0,7 %           | [ 10 ] |
| 011            | 05              | 12. März 2016 | 0,43 Mio. | 0,07 Mio.       | 1,7 %       | 0,8 %           | [ 10 ] |
| 012            | 06              | 19. März 2016 | 0,47 Mio. | 0,03 Mio.       | 1,9 %       | 0,4 %           | [ 10 ] |

## Auszeichnungen
- Grimme-Preis
  - 2015: Nominierung in der Kategorie Unterhaltung[11]
  - 2017: Nominierung in der Kategorie Unterhaltung[12]
- Quotenmeter-Fernsehpreis[13]
  - 2015: Nominierung in der Kategorie Beste Comedy
  - 2015: Nominierung in der Kategorie Bestes Main-Title/On-Air-Design
  - 2015: Nominierung in der Kategorie Beste Titelmusik
  - 2015: Nominierung für Sonya Kraus in der Kategorie Beste Moderatorin